# Chilothorax
Genre
Chilothorax est un genre d'insectes de l'ordre des coléoptères, de la super-famille des Scarabaeoidea (scarabées).

## Liste d'espèces
Selon Catalogue of Life (5 novembre 2018) :
- Chilothorax albosetosus (Pittino, 1995)
- Chilothorax alexis (Frolov, 2001)
- Chilothorax aljibei (Blanco, 1986)
- Chilothorax altaicus (Nikolajev, 1984)
- Chilothorax auliensis (Balthasar, 1938)
- Chilothorax badenkoi (Nikolajev, 1987)
- Chilothorax bistriga (Reitter, 1900)
- Chilothorax brancoi (Baraud, 1981)
- Chilothorax cervorum (Fairmaire, 1871)
- Chilothorax chandmanicus (Frolov, 2001)
- Chilothorax clathratus (Reitter, 1892)
- Chilothorax clausula (Koshantschikov, 1910)
- Chilothorax comma (Reitter, 1892)
- Chilothorax conspurcatus (Linnaeus, 1758)
- Chilothorax discedens (Schmidt, 1907)
- Chilothorax distinctus (Müller, 1776)
- Chilothorax dobrovljanskyi (Koshantschikov, 1913)
- Chilothorax dzongensis (Petrovitz, 1976)
- Chilothorax equitis (Koshantschikov, 1912)
- Chilothorax exclamationis (Motschulsky, 1849)
- Chilothorax exilimanus (Kabakov, 1996)
- Chilothorax figuratus (Schmidt, 1906)
- Chilothorax flammulatus (Harold, 1876)
- Chilothorax flavimargo (Reitter, 1901)
- Chilothorax fritschi (Balthasar, 1933)
- Chilothorax glebi (Frolov, 2006)
- Chilothorax grafi (Reitter, 1901)
- Chilothorax hahni (Reitter, 1907)
- Chilothorax hieroglyphicus (Klug, 1845)
- Chilothorax hozuensis Ochi, Tsukamoto & Kawahara, 2015
- Chilothorax huangyuanensis (Cervenka, 1994)
- Chilothorax hucklesbyi (Paulian, 1942)
- Chilothorax ivanovi (Lebedev, 1911)
- Chilothorax jacobsoni (Koshantschikov, 1911)
- Chilothorax kandaharicus (Balthasar, 1961)
- Chilothorax kardonensis (Huang & Du, 1999)
- Chilothorax kerzhneri (Nikolajev, 1984)
- Chilothorax kukunorensis (Semenov, 1898)
- Chilothorax lieni (Masumoto, Kiuchi & Wang, 2014)
- Chilothorax lineolatus (Illiger, 1803)
- Chilothorax logunovi (Zinchenko, 2003)
- Chilothorax longetarsalis (Pittino, 1988)
- Chilothorax melanostictus (Schmidt, 1840)
- Chilothorax mongolaltaicus (Nikolajev, 1984)
- Chilothorax mossulensis (Mulsant & Godart, 1879)
- Chilothorax naevuliger (Reitter, 1894)
- Chilothorax nigrivittis (Solsky, 1876)
- Chilothorax ohishii (Masumoto, 1975)
- Chilothorax okadai (Nakane, 1951)
- Chilothorax pamirensis (Medvedev, 1928)
- Chilothorax paykulli (Bedel, 1907)
- Chilothorax pictus (Sturm, 1805)
- Chilothorax planus (Koshantschikov, 1894)
- Chilothorax potanini (Frolov, 2001)
- Chilothorax propola (Balthasar, 1946)
- Chilothorax punctatus (Waterhouse, 1875)
- Chilothorax sexmaculosus (Schmidt, 1911)
- Chilothorax shansianus (Nakane & Shirahata, 1957)
- Chilothorax sinicus (Cervenka, 1994)
- Chilothorax subpolitus (Motschulsky, 1860)
- Chilothorax tanhensis (Frolov, 2001)
- Chilothorax tenuimanus (Sharp, 1878)
- Chilothorax variicolor (Koshantschikov, 1894)
- Chilothorax variipennis (Schmidt, 1916)
- Chilothorax xanthellus (Frolov, 2002)
- Chilothorax xanthopterus (Balthasar, 1938)
- Chilothorax zaissanicus (Nikolajev, 1987)